# فیلیپ دوولف
 فیلیپ دوولف (انگلیسی: Filip Dewulf؛ زاده ۱۵ مارس ۱۹۷۲) یک تنیس‌باز اهل بلژیک است.